# La Grande Simpsina
La Grande Simpsina (The Great Simpsina)  est le 18e épisode de la saison 22 de la série télévisée Les Simpson.

## Résumé
Les Simpson sont accueillis par le chanteur folk Ewell Freestone lors de la visite d'une exploitation agricole de pêche, mais quand Marge ne propose plus à la famille que des plats à base de pêches, Bart et Lisa tentent de se débarrasser de ce fruit devenu indésirable et partent chacun de leurs côtés. À la tombée de la nuit, Lisa est perdue dans la ville. Effrayée par un bruit, elle se réfugie dans une maison dont la porte est restée ouverte. Son propriétaire est un magicien retraité : le légendaire "the great Raymondo". Ils sympathisent et Lisa devient son apprentie. Lisa se révèle très douée. Raymondo lui confie alors son plus grand secret : l'évasion d'un bidon de lait, tour présenté par Houdini.
À la fin d'une représentation devant sa classe, Lisa se fait charmer par un jeune garçon. Lisa lui révèle alors le secret de l'illusion pour lui prouver qu'elle est sans danger. Le garçon se révèle être le fils de Craig Demon (une version caricaturée de Criss Angel), un magicien gothique très médiatisé. Celui-ci vole alors le tours pour le présenter à son tour sur scène.  Raymondo est très déçu mais finalement pardonne à Lisa. Ils partent empêcher Craig Demon de faire son tour mais il est déjà trop tard quand ils arrivent, la représentation a déjà commencé. Mais le bidon du magicien a été trafiqué et celui-ci est en train de se noyer sur scène. Lisa part pour le sauver mais est stoppée par  Ricky Jay, Penn & Teller et David Copperfield qui veulent la mort de Craig Demon. Il s'ensuit une bataille avec Raymondo et le groupe de magicien. Craig Demon est finalement sauvé.

## Audience
Lors de sa première diffusion aux États-Unis l'épisode a attiré 4,99 millions de téléspectateurs, la plus basse audience depuis la création de la série.